# Anoda cristata

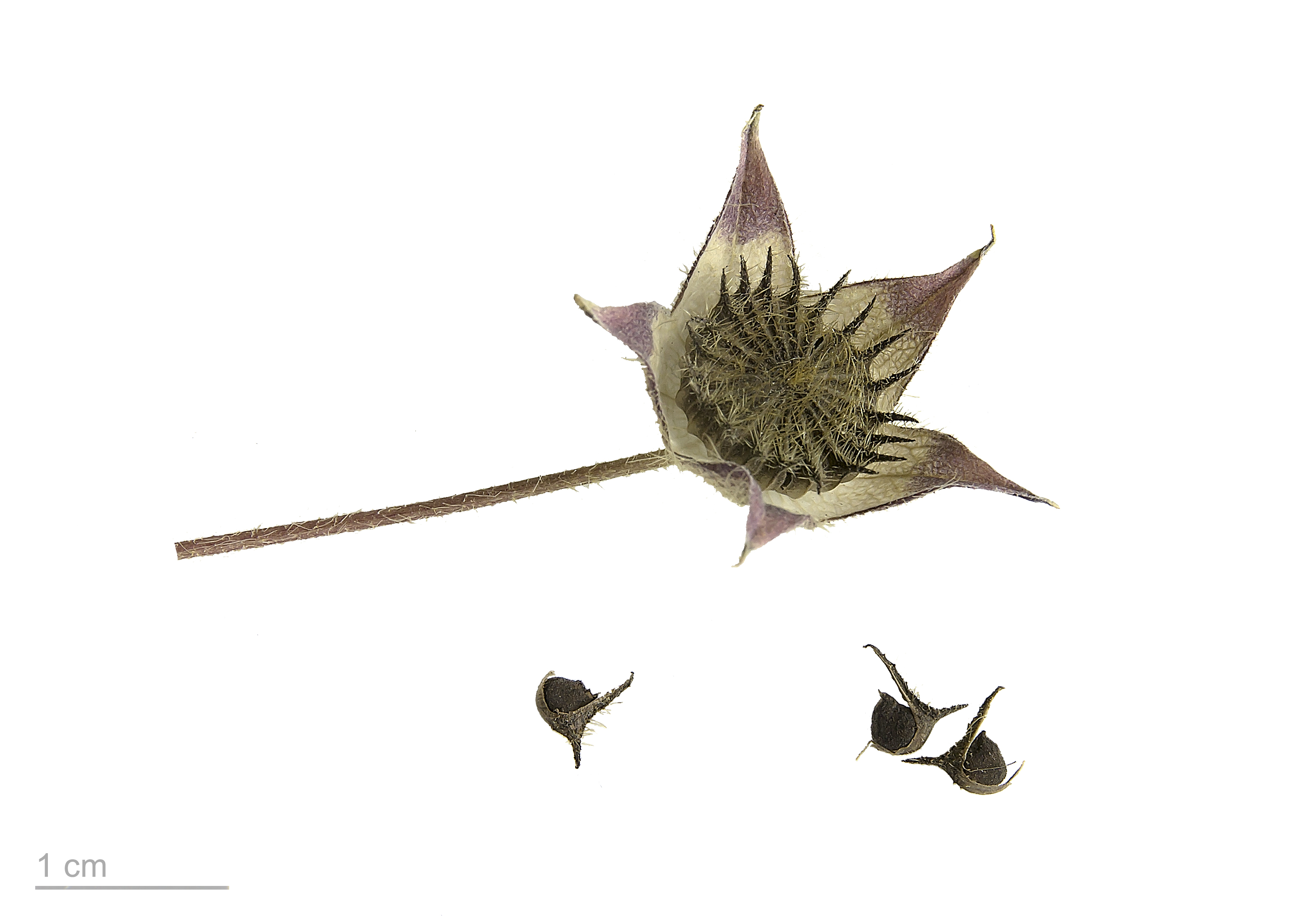
Anoda cristata

Anoda cristata là một loài thực vật có hoa trong họ Cẩm quỳ. Loài này được (L.) Schltdl. mô tả khoa học đầu tiên năm 1837.